# Psaliodes variegata
Psaliodes variegata là một loài bướm đêm trong họ Geometridae.